# Alteração de tributos

Variação ao longo do tempo das receitas fiscais ambientais e laborais dos Estados-Membros da União Europeia. Fonte: Agência Europeia do Ambiente

A alteração de tributos ou "tax swap" é uma alteração na tributação que elimina ou reduz um ou vários impostos e estabelece ou aumenta outros, mantendo as receitas globais inalteradas. Mais especificamente, é frequentemente utilizada para referir aumentos nos impostos indiretos e uma redução concomitante das taxas dos impostos diretos, ou vice-versa. O termo pode referir-se a mudanças desejadas, como a adoção de impostos pigouvianos (socialmente eficientes) (tipicamente impostos sobre o pecado e ecotaxas), bem como a mudanças indesejadas (percebidas ou reais), como um aumento da carga fiscal sobre as famílias em detrimento das grandes empresas.

## Introduzido
Definição:
A transferência de impostos é um tipo de fenômeno econômico em que o contribuinte transfere a carga fiscal para o comprador ou fornecedor, aumentando o preço de venda ou diminuindo o preço de compra durante o processo de troca de mercadorias.
1. A transferência de impostos é a redistribuição da carga fiscal. A sua essência econômica é a redistribuição do rendimento nacional de todos. A ausência de redistribuição do rendimento nacional não constitui uma transferência fiscal ativa.
2. A transferência de impostos é um processo objetivo de movimento econômico. Não inclui quaisquer fatores emocionais. O fato dos contribuintes tomarem a iniciativa de aumentar ou baixar os preços ou aceitarem passivamente as flutuações de preços não está relacionado com a transferência de impostos. O fato de a relação econômica entre o contribuinte e o portador do imposto ser uma oposição de classe ou uma oposição de unidade também não está relacionado com a alteração de tributos.
3. A alteração de tributos é conseguida através de alterações de preços. O preço aqui mencionado inclui não só o preço da produção, mas também o preço do elemento. As alterações de preços aqui mencionadas incluem não só o aumento e a redução diretos dos preços, mas também o aumento e a redução indiretos dos preços. Sem alteração de preços, não há transferência de impostos.

Apresenta as três caraterísticas seguintes:
1. Está intimamente ligada ao aumento e à diminuição dos preços;
2. É a redistribuição da carga fiscal entre as entidades econômicas, e é também uma redistribuição dos interesses econômicos. O resultado conduzirá inevitavelmente à incoerência entre os contribuintes e o portador do imposto;
3. É o comportamento proativo do contribuinte.

## Condições
Em geral, a existência de uma deslocação fiscal depende principalmente das duas condições seguintes:

### A existência de uma economia de mercadorias
A transferência de impostos é conseguida através das alterações dos preços das mercadorias na bolsa de mercadorias. Sem a existência de uma bolsa de mercadorias, não haveria carga fiscal. Por conseguinte, a economia de mercadorias é a condição econômica prévia para a transferência de impostos. Historicamente, numa sociedade econômica natural baseada na autossuficiência, os produtos passam geralmente diretamente do sector da produção para o sector do consumo sem trocas no mercado. Durante este período, a agricultura é o principal setor da economia nacional. A fiscalidade do Estado é essencialmente um imposto sobre a terra e a produção de terra. Esta parte do imposto só pode ser suportada pelo proprietário da terra, e os contribuintes não podem efetuar a transferência do imposto. Com o desenvolvimento da produtividade, surgiu a produção de mercadorias e a troca de mercadorias. Na sociedade capitalista, a economia de mercadorias está altamente desenvolvida. Nas condições da economia de mercadorias, o valor de todas as mercadorias é expresso sob a forma de moeda como preço. A troca de mercadorias rompe as limitações de tempo e espaço e desenvolve-se em grande escala. Abre um vasto espaço para a tributação das mercadorias e para a circulação das mercadorias. Permite também repercutir a tributação das mercadorias, e a tributação das mercadorias é também repercutida, ou indiretamente, através de alterações de preços.

### A existência de umsistema de preços livres
A transferência de impostos está diretamente ligada à evolução dos preços, o que é geralmente conseguido através do aumento da taxa de venda dos bens vendidos e da redução do preço de compra dos bens adquiridos. Entre eles, a carga fiscal de alguns impostos pode ser diretamente repercutida através de alterações nos preços; a carga fiscal de alguns impostos é feita através de alterações no investimento de capital, o que afeta a oferta e a procura de mercadorias indiretamente através das alterações nos preços. Independentemente da forma de transferência adotada, esta depende das variações de preços. Por conseguinte, o sistema de preços livres é a condição de base para a transferência de impostos.
O sistema de preços livres refere-se a um sistema de preços em que os produtores ou outras entidades do mercado podem fixar os seus preços em função das alterações da oferta e da procura no mercado. Existem principalmente três tipos de sistemas de preços: o sistema de preços do programa instruído pelo governo, o sistema de preços flutuantes e o sistema de preços livres.
No sistema de preços do plano obrigatório do governo, os produtores, os operadores e outras entidades do mercado não têm poder de fixação de preços, os preços são diretamente controlados pelo governo e os contribuintes não podem repercutir a carga fiscal através das alterações de preços.
No âmbito do sistema de preços flutuantes, o governo determina o preço máximo ou o preço mínimo de um produto de base. Dentro do intervalo de flutuações, os produtores, os operadores e outras entidades do mercado têm uma certa liberdade de fixação de preços, e a transferência de impostos pode ser efetuada até um certo ponto e dentro de um certo intervalo.
No âmbito do sistema de preços livres, os produtores, os operadores e outros intervenientes no mercado podem fixar livremente os preços em função da evolução da relação entre a oferta e a procura no mercado, podendo a carga fiscal ser transferida.
Através da análise das condições para a deslocação da carga fiscal, podemos concluir que, basicamente, continua a haver uma deslocação objetiva da carga fiscal, mesmo sob um sistema de gestão de programas altamente centralizado. Após a implementação do sistema de economia de mercado, verifica-se uma transferência objetiva da carga fiscal. Mas a economia de mercado é uma economia de mercadorias altamente desenvolvida. Neste sistema, os operadores econômicos e de produção de bens e outras entidades do mercado têm os seus próprios interesses materiais independentes. A rentabilidade tornou-se o motivo fundamental de todas as atividades de produção e comerciais, e a realização da transferência da carga fiscal tornou-se a motivação e o desejo subjetivo de vários contribuintes. Simultaneamente, com o aprofundamento contínuo da reforma do sistema econômico, o governo liberalizou a maior parte do poder de fixação de preços e as empresas dispõem de uma grande quantidade de poder de fixação de preços livre. O sistema de preços livres, baseado em preços livres, tomou basicamente forma, e as condições para a transferência de impostos estão agora reunidas. Por conseguinte, o fenômeno da transferência da carga fiscal existe objetivamente na economia dos produtos de base.

## Alterações nos custos
A transferência de encargos fiscais está relacionada com as alterações dos custos. Nas três situações de custos fixos, crescentes e decrescentes, a transferência de impostos tem caraterísticas diferentes.
No caso de bens com custos fixos, a carga fiscal pode ser transferida na totalidade para o comprador. Com efeito, o bem com custos fixos não aumenta nem diminui o seu custo unitário em função da quantidade produzida. Neste momento, se a procura for inelástica, o imposto pode ser acrescentado ao preço para efetuar a transferência.
Para os bens com custo crescente, os encargos fiscais só podem ser parcialmente transferidos. Uma vez que o custo unitário deste bem aumenta com o aumento da produção, o aumento do preço dos bens após a tributação afetará o mercado. O vendedor tem de reduzir a produção para diminuir o custo dos produtos, a fim de manter a sua comercialização, pelo que o montante do imposto não pode ser totalmente repercutido.
No caso dos bens com custos decrescentes, a carga fiscal pode ser totalmente repercutida no comprador. Dado que o custo unitário desses bens diminui com o aumento da produção, se não houver elasticidade da procura para os bens tributáveis, os impostos também podem ser adicionados ao preço e repercutidos. Em algumas circunstâncias, os impostos podem não só ser repercutidos na totalidade, mas também exceder o benefício do preço do imposto.

## Propostas
O quadro seguinte apresenta uma lista das alterações fiscais propostas ou introduzidas:
| Nome, localização, proponente, fonte                                   | De | Até                                                                                                  | Prestações requeridas                                                                                                |
| ---------------------------------------------------------------------- | --- | --- | --- |
| Mudança no imposto verde (ver ecotaxa)                                 | Várias hipóteses | Ecotaxa                                                                                              | Ambiental |
| Mudança tributária para o noroeste do Pacífico (Durning & Bauman 1998) | Imposto de renda pessoal, sociedade, folha de pagamento, propriedade e vendas | Imposto de carbono, poluição, tráfego, expansão (Imposto sobre valor da terra) e consumo de recursos | Meio ambiente; saúde pública; redução de engarrafamentos; combate à especulação; equidade; facilidade administrativa |
| Property tax shift (PTS)                                               | Vendas, receitas e edifícios | Imposto sobre o valor da terra                                                                       | Oferta de moradias; expansão; equidade                                                                               |
| Philadelphians for Land Value Tax Shift                                | Alíquotas de impostos sobre estruturas | Imposto sobre o valor da terra                                                                       | Desenvolvimento econômico, combate à especulação                                                                     |
| Illinois                                                               | Imposto sobre a propriedade | Imposto de renda de pessoas físicas e jurídicas                                                      | Renda extra não auferida para proprietários de terras                                                                |
| Mississippi Tennessee                                                  | Imposto sobre mantimentos ou alimentos | Imposto sobre cigarros                                                                               | Saúde pública; apoio às necessidades básicas                                                                         |
| Wyoming Tax Swap                                                       | Imposto sobre vendas, imposto sobre uso e imposto sobre propriedade pessoal comercial | Imposto de renda fixo                                                                                | |
| FairTax                                                                | Imposto de renda pessoal, imposto sobre folha de pagamento, imposto corporativo, imposto sobre ganhos de capital, imposto sobre trabalho autônomo, imposto sobre doações, imposto sobre heranças | Imposto nacional sobre vendas no varejo com abatimento                                               | Proporcionar visibilidade da carga tributária; reduzir os custos de conformidade; competitividade global             |

## Outros usos
A alteração de tributos também pode se referir à venda de um título que caiu de preço desde sua compra e à compra simultânea de um título semelhante, mas não idêntico, a fim de realizar uma perda para fins fiscais, mantendo uma posição.